# U-Bahn-Linie U3 (Berlin)
| |                                            |                                                   |                                                   |
| Streckenlänge: | 19,7 km                                    |                                                   |                                                   |
| Spurweite: | 1435 mm (Normalspur)                       |                                                   |                                                   |
| Stromsystem: | obenbestrichene Seitenstromschiene 750 V = |                                                   |                                                   |
| |                                            |                                                   |                                                   |
| \| \| 8,7 \| Warschauer Straße (WA) \| Warschauer Straße (WA) \| \| \| \| \| \| \| \| \| zur Abstellanlage Warschauer Straße \| \| \| \| \| Osthafen bis 1945 \| \| \| \| 7,9 \| Schlesisches Tor (S) \| Schlesisches Tor (S) \| \| \| 7,0 \| Görlitzer Bahnhof (Gr) \| Görlitzer Bahnhof (Gr) \| \| \| 6,3 \| Kottbusser Tor (Kbo) \| Kottbusser Tor (Kbo) \| \| \| 5,4 \| Prinzenstraße (Pr) \| Prinzenstraße (Pr) \| \| \| 4,4 \| Hallesches Tor (Ho) \| Hallesches Tor (Ho) \| \| \| 3,9 \| Möckernbrücke (Mo) \| Möckernbrücke (Mo) \| \| \| \| ehemals zur Strecke A \| \| \| \| 3,3 \| Gleisdreieck (Go) \| Gleisdreieck (Go) \| \| \| \| \| \| \| \| 2,2 \| Kurfürstenstraße (Kus) \| Kurfürstenstraße (Kus) \| \| \| \| Übergangsgleis zur Strecke BⅠ \| \| \| \| 0,11,7 \| Nollendorfplatz (Nu, Nm) \| Nollendorfplatz (Nu, Nm) \| \| \| \| Abzweig Strecke BI \| \| \| \| \| Abzweig Strecke A \| \| \| \| 0,90,0 \| Wittenbergplatz (Wt) \| Wittenbergplatz (Wt) \| \| \| \| Abzweig Strecke BII \| \| \| \| 0,6 \| Augsburger Straße (Au) \| Augsburger Straße (Au) \| \| \| \| Nürnberger Platz (Nb) \| \| \| \| 1,1 \| Spichernstraße (Sno) \| Spichernstraße (Sno) \| \| \| 1,7 \| Hohenzollernplatz (Hz) \| Hohenzollernplatz (Hz) \| \| \| 2,5 \| Fehrbelliner Platz (Fpo) \| Fehrbelliner Platz (Fpo) \| \| \| \| \| \| \| \| 3,7 \| Heidelberger Platz (Hb) \| Heidelberger Platz (Hb) \| \| \| \| \| \| \| \| 4,5 \| Rüdesheimer Platz (Rd) \| Rüdesheimer Platz (Rd) \| \| \| 5,3 \| Breitenbachplatz (Bt) \| Breitenbachplatz (Bt) \| \| \| 6,2 \| \| \| \| \| 6,3 \| Podbielskiallee (Po) \| Podbielskiallee (Po) \| \| \| 7,2 \| Dahlem-Dorf (Dd) \| Dahlem-Dorf (Dd) \| \| \| 8,0 \| Freie Universität (Thielplatz) (T) \| Freie Universität (Thielplatz) (T) \| \| \| \| ehemaliges Streckenende mit Wagenhalle Thielplatz \| \| \| \| 9,0 \| Oskar-Helene-Heim (Os) \| Oskar-Helene-Heim (Os) \| \| \| 10,0 \| Onkel Toms Hütte (Oth) \| Onkel Toms Hütte (Oth) \| \| \| \| Abzweig Wagenhalle Krumme Lanke \| \| \| \| 11,1 \| Krumme Lanke (K) \| Krumme Lanke (K) \| \| \| 11,2 \| \| \| \| \| 11,4 \| Abstellgleise Argentinische Allee \| Abstellgleise Argentinische Allee \| |                                            |                                                   |                                                   |
| U-Bahn-Kopfbahnhof Streckenanfang | 8,7                                        | Warschauer Straße (WA)                            | Warschauer Straße (WA)                            |
| |                                            |                                                   |                                                   |
| U-Bahn-Abzweig geradeaus und von links |                                            | zur Abstellanlage Warschauer Straße               | zur Abstellanlage Warschauer Straße               |
| ehemaliger U-Bahn-Haltepunkt / Haltestelle |                                            | Osthafen bis 1945                                 | Osthafen bis 1945                                 |
| U-Bahn-Bahnhof | 7,9                                        | Schlesisches Tor (S)                              | Schlesisches Tor (S)                              |
| U-Bahn-Haltepunkt / Haltestelle | 7,0                                        | Görlitzer Bahnhof (Gr)                            | Görlitzer Bahnhof (Gr)                            |
| U-Bahn-Bahnhof | 6,3                                        | Kottbusser Tor (Kbo)                              | Kottbusser Tor (Kbo)                              |
| U-Bahn-Haltepunkt / Haltestelle | 5,4                                        | Prinzenstraße (Pr)                                | Prinzenstraße (Pr)                                |
| U-Bahn-Bahnhof | 4,4                                        | Hallesches Tor (Ho)                               | Hallesches Tor (Ho)                               |
| U-Bahn-Bahnhof | 3,9                                        | Möckernbrücke (Mo)                                | Möckernbrücke (Mo)                                |
| U-Bahn-Abzweig geradeaus, ehemals nach links und ehemals nach rechts |                                            | ehemals zur Strecke A                             | ehemals zur Strecke A                             |
| U-Bahn-Bahnhof | 3,3                                        | Gleisdreieck (Go)                                 | Gleisdreieck (Go)                                 |
| U-Bahn-Tunnelanfang |                                            |                                                   |                                                   |
| U-Bahn-Haltepunkt / Haltestelle (im Tunnel) | 2,2                                        | Kurfürstenstraße (Kus)                            | Kurfürstenstraße (Kus)                            |
| U-Bahn-Abzweig geradeaus und von links (im Tunnel) |                                            | Übergangsgleis zur Strecke BⅠ                     | Übergangsgleis zur Strecke BⅠ                     |
| U-Bahn-Bahnhof (im Tunnel) | 0,11,7                                     | Nollendorfplatz (Nu, Nm)                          | Nollendorfplatz (Nu, Nm)                          |
| U-Bahn-Abzweig geradeaus und nach links (im Tunnel) |                                            | Abzweig Strecke BI                                | Abzweig Strecke BI                                |
| U-Bahn-Abzweig geradeaus und von links (im Tunnel) |                                            | Abzweig Strecke A                                 | Abzweig Strecke A                                 |
| U-Bahn-Bahnhof (im Tunnel) | 0,90,0                                     | Wittenbergplatz (Wt)                              | Wittenbergplatz (Wt)                              |
| U-Bahn-Abzweig geradeaus und nach rechts (im Tunnel) |                                            | Abzweig Strecke BII                               | Abzweig Strecke BII                               |
| U-Bahn-Haltepunkt / Haltestelle (im Tunnel) | 0,6                                        | Augsburger Straße (Au)                            | Augsburger Straße (Au)                            |
| ehemaliger U-Bahn-Bahnhof (im Tunnel) |                                            | Nürnberger Platz (Nb)                             | Nürnberger Platz (Nb)                             |
| U-Bahn-Bahnhof (im Tunnel) | 1,1                                        | Spichernstraße (Sno)                              | Spichernstraße (Sno)                              |
| U-Bahn-Haltepunkt / Haltestelle (im Tunnel) | 1,7                                        | Hohenzollernplatz (Hz)                            | Hohenzollernplatz (Hz)                            |
| U-Bahn-Bahnhof (im Tunnel) | 2,5                                        | Fehrbelliner Platz (Fpo)                          | Fehrbelliner Platz (Fpo)                          |
| |                                            |                                                   |                                                   |
| U-Bahn-Haltepunkt / Haltestelle (im Tunnel) | 3,7                                        | Heidelberger Platz (Hb)                           | Heidelberger Platz (Hb)                           |
| |                                            |                                                   |                                                   |
| U-Bahn-Haltepunkt / Haltestelle (im Tunnel) | 4,5                                        | Rüdesheimer Platz (Rd)                            | Rüdesheimer Platz (Rd)                            |
| U-Bahn-Bahnhof (im Tunnel) | 5,3                                        | Breitenbachplatz (Bt)                             | Breitenbachplatz (Bt)                             |
| U-Bahn-Tunnelende | 6,2                                        |                                                   |                                                   |
| U-Bahn-Haltepunkt / Haltestelle | 6,3                                        | Podbielskiallee (Po)                              | Podbielskiallee (Po)                              |
| U-Bahn-Haltepunkt / Haltestelle | 7,2                                        | Dahlem-Dorf (Dd)                                  | Dahlem-Dorf (Dd)                                  |
| U-Bahn-Haltepunkt / Haltestelle | 8,0                                        | Freie Universität (Thielplatz) (T)                | Freie Universität (Thielplatz) (T)                |
| U-Bahn-Abzweig geradeaus und ehemals nach links |                                            | ehemaliges Streckenende mit Wagenhalle Thielplatz | ehemaliges Streckenende mit Wagenhalle Thielplatz |
| U-Bahn-Haltepunkt / Haltestelle | 9,0                                        | Oskar-Helene-Heim (Os)                            | Oskar-Helene-Heim (Os)                            |
| U-Bahn-Haltepunkt / Haltestelle | 10,0                                       | Onkel Toms Hütte (Oth)                            | Onkel Toms Hütte (Oth)                            |
| U-Bahn-Abzweig geradeaus und ehemals von links |                                            | Abzweig Wagenhalle Krumme Lanke                   | Abzweig Wagenhalle Krumme Lanke                   |
| U-Bahn-Bahnhof | 11,1                                       | Krumme Lanke (K)                                  | Krumme Lanke (K)                                  |
| U-Bahn-Tunnelanfang | 11,2                                       |                                                   |                                                   |
| | 11,4                                       | Abstellgleise Argentinische Allee                 | Abstellgleise Argentinische Allee                 |

Die Linie U3 der Berliner U-Bahn hat 24 Stationen und ist 19,7 km lang. Sie verbindet Zehlendorf und Dahlem mit dem westlichen Stadtzentrum am Wittenbergplatz. Seit dem 7. Mai 2018 fährt die U3 über die Hochbahn durch Kreuzberg bis zur Station Warschauer Straße. Wie die Linien U1, U2 und U4 gehört sie zum vor 1914 eröffneten Teilnetz der Berliner U-Bahn, das wegen der schmaleren Fahrzeuge und Tunnel als „Kleinprofil-Netz“ bezeichnet wird.
Besondere Bedeutung erlangt die U-Bahn-Linie im Südwesten Berlins durch die Anbindung der Freien Universität hauptsächlich an den Stationen Dahlem-Dorf und Freie Universität (Thielplatz). Am 28. April 2025 wurden die Bauarbeiten zur Verlängerung der U3 vom Bahnhof Krumme Lanke bis zum 800 Meter entfernten S-Bahnhof Mexikoplatz begonnen.

## Linienkennfarbe und Bezeichnungen
Die Strecke zum U-Bahnhof Krumme Lanke hat im Laufe ihres Bestehens mehrmals die Linienbezeichnung gewechselt. Zunächst verband die Linie A die Krumme Lanke im Berliner Südwesten mit dem im Norden liegenden Pankow und war auf den Netzplänen rot eingezeichnet. Ab 1957 bedienten den nordöstlichen Streckenteil sogar zwei Linien: die rote Strecke AII wie bisher nach Pankow und eine grüne Strecke BII zur Warschauer Brücke. Nach dem Bau der Berliner Mauer 1961 wurde 1966 das Kleinprofilnetz komplett umgestaltet. Die Strecke nach Dahlem bekam dabei die Linienbezeichnung ‚2‘, sie führte zuerst noch bis Gleisdreieck über Bülowstraße, ab 1972 nur noch bis Wittenbergplatz. Die ‚3‘ – mit damals dunkelgrüner Kennfarbe – wurde der Stummelstrecke Uhlandstraße – Wittenbergplatz zugeordnet. Dies änderte sich erst 1993 wieder. Nun wurde die Strecke wieder grün gekennzeichnet und erhielt die Liniennummer U1, die bis zur Warschauer Straße führte. Die Bezeichnung ‚U3‘ für die Strecke zur Uhlandstraße fiel dagegen weg, diese bediente nun die Linie U15, ebenfalls bis zur Warschauer Straße. Schließlich erscheint die Linie seit dem Fahrplanwechsel im Dezember 2004 in den Netzplänen in Türkis und trägt die Bezeichnung ‚U3‘. Seit 2005 verkehrt die Linie auch im Nachtverkehr. Vom 4. bis zum 7. März 2013 fuhren die Züge, durch Bauarbeiten auf dem Abschnitt zwischen Uhlandstraße und Kurfürstendamm bedingt, wieder als ‚U1‘ zwischen Krumme Lanke und Warschauer Straße. Anders als in vergleichbaren Fällen (U12) wurde hier keine entsprechende Linienbezeichnung (beispielsweise: U13) eingeführt. Von 2004 bis 2018 war die Linie U3 auf den Abschnitt Krumme Lanke – Nollendorfplatz beschränkt.

## Verlauf

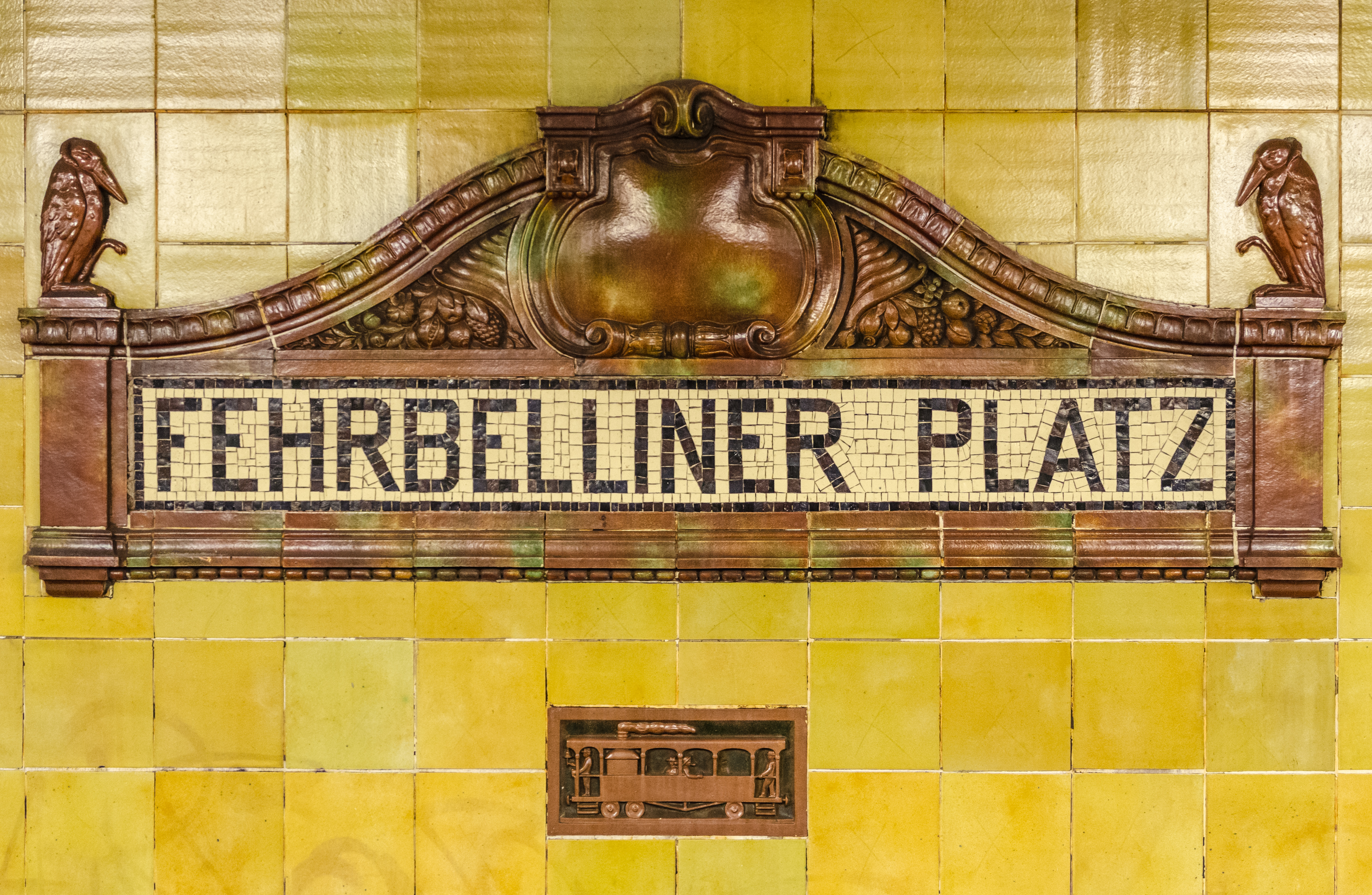
Historisches Stationsschild

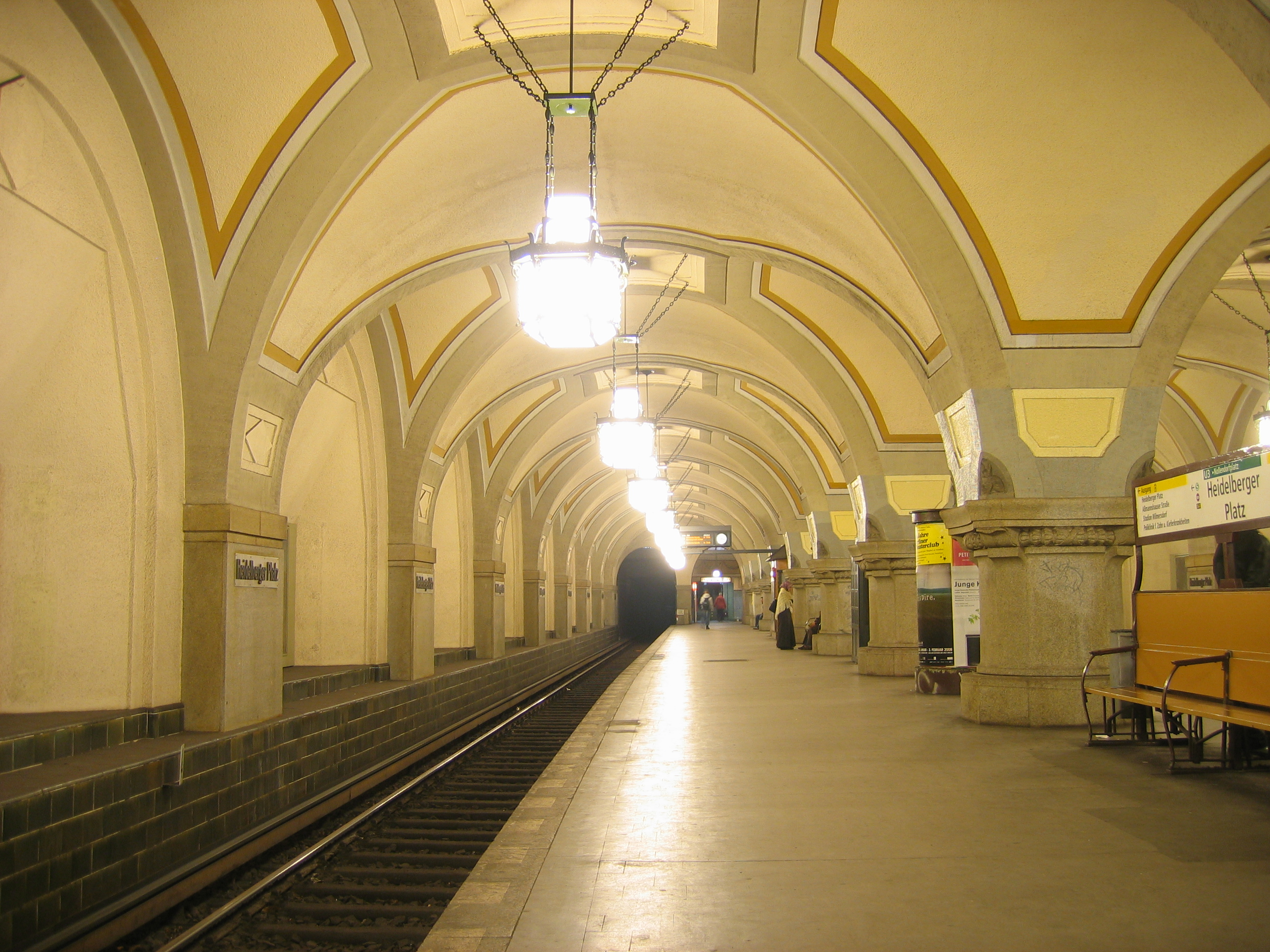
Kathedralenähnlicher U-Bahnhof Heidelberger Platz

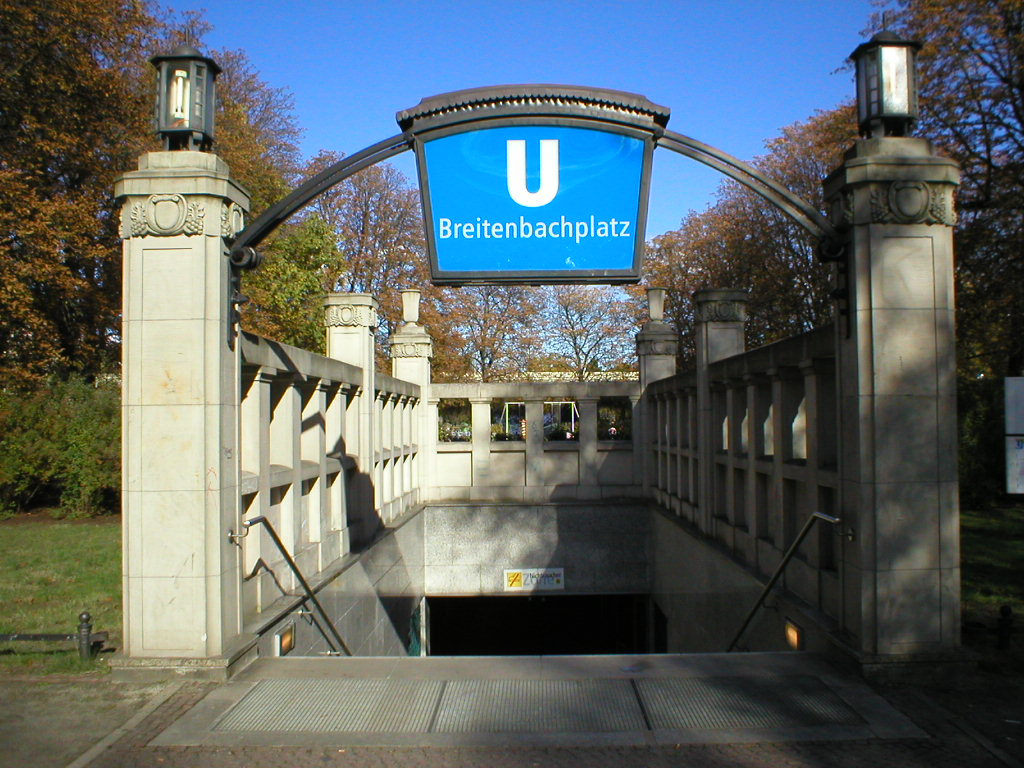
Eingang des U-Bahnhofs Breitenbachplatz

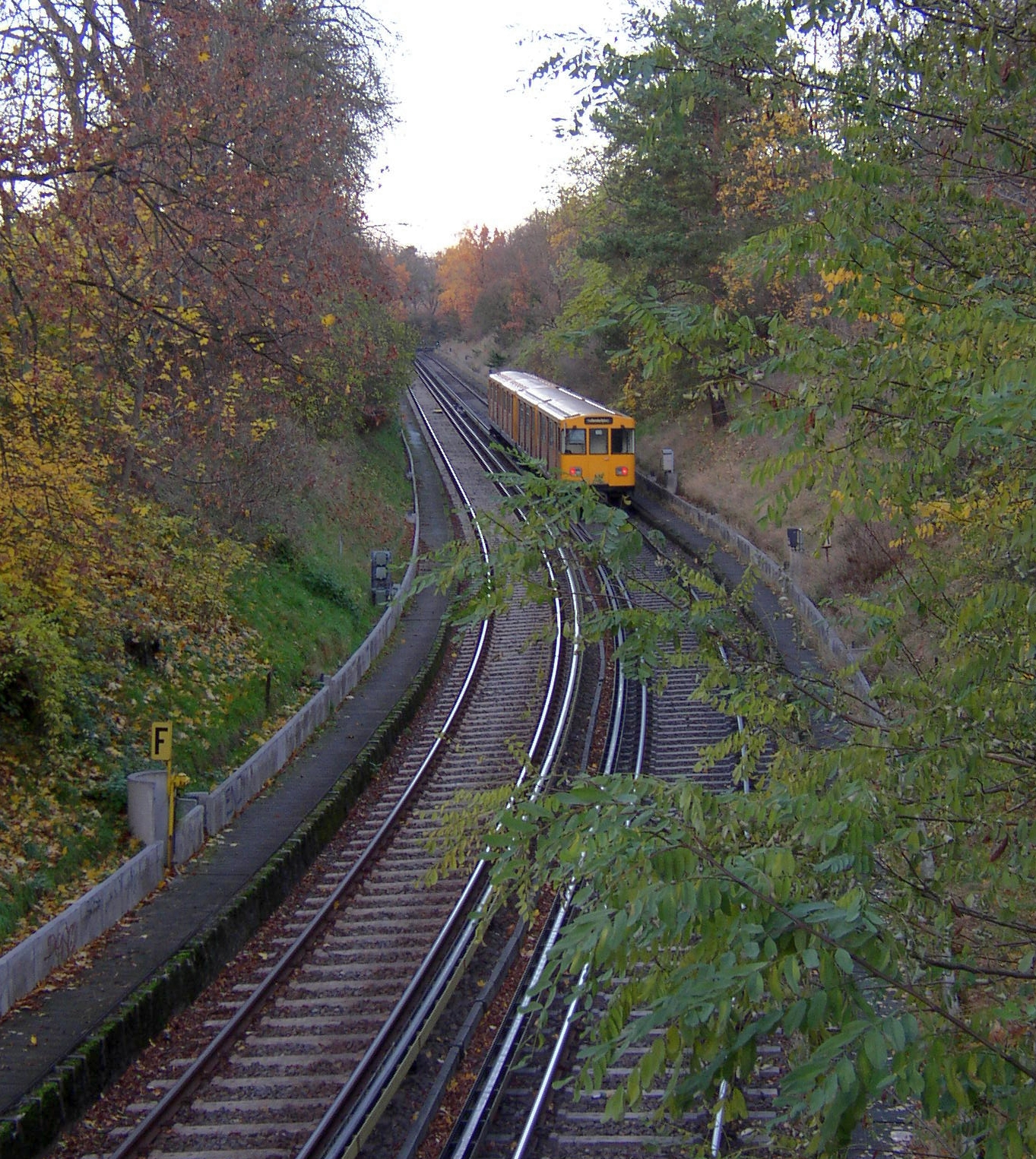
Prägend für die U3 ist besonders der südliche Streckenabschnitt, der im Einschnitt liegt

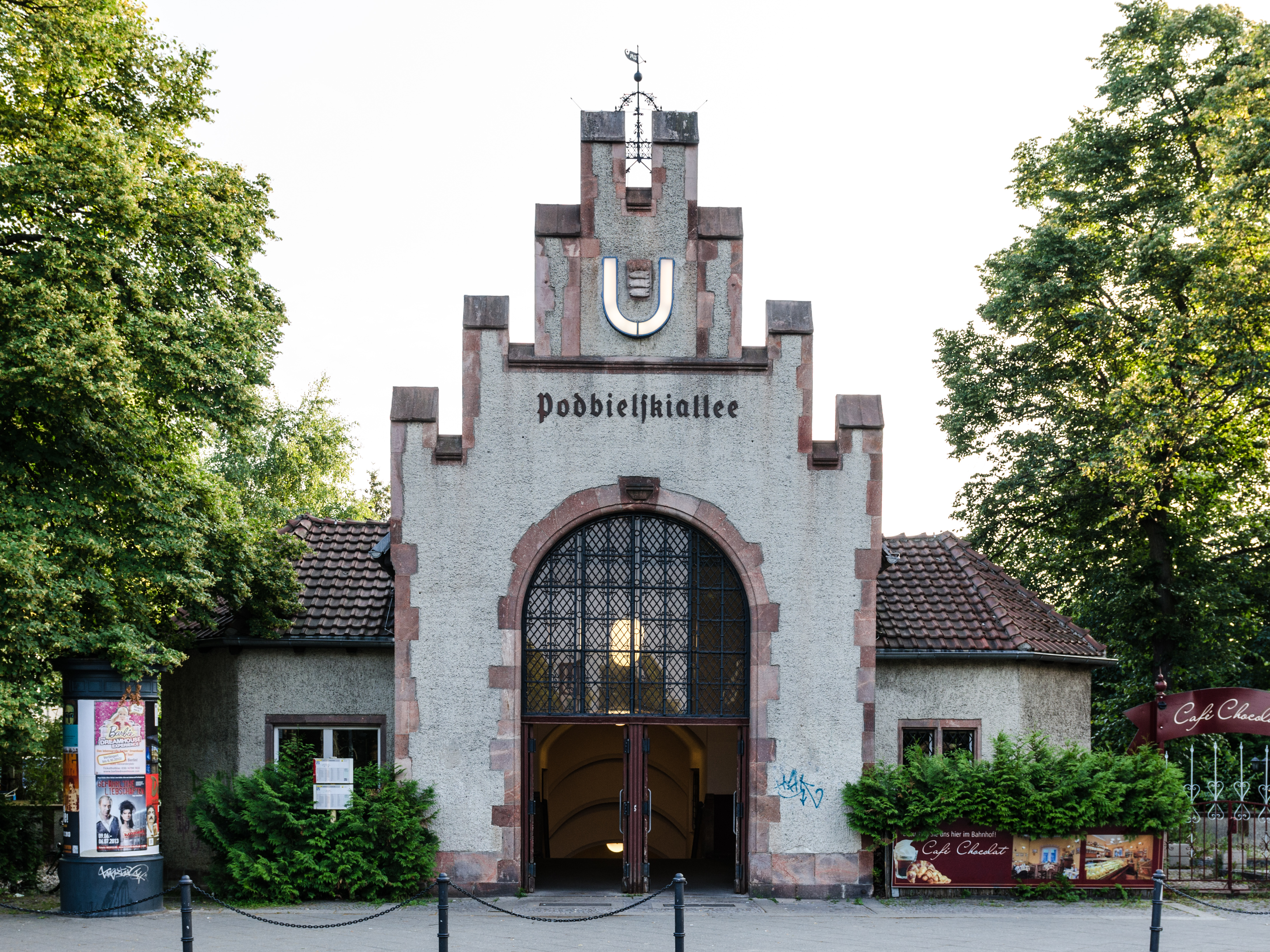
Eingangshaus des Bahnhofs Podbielskiallee

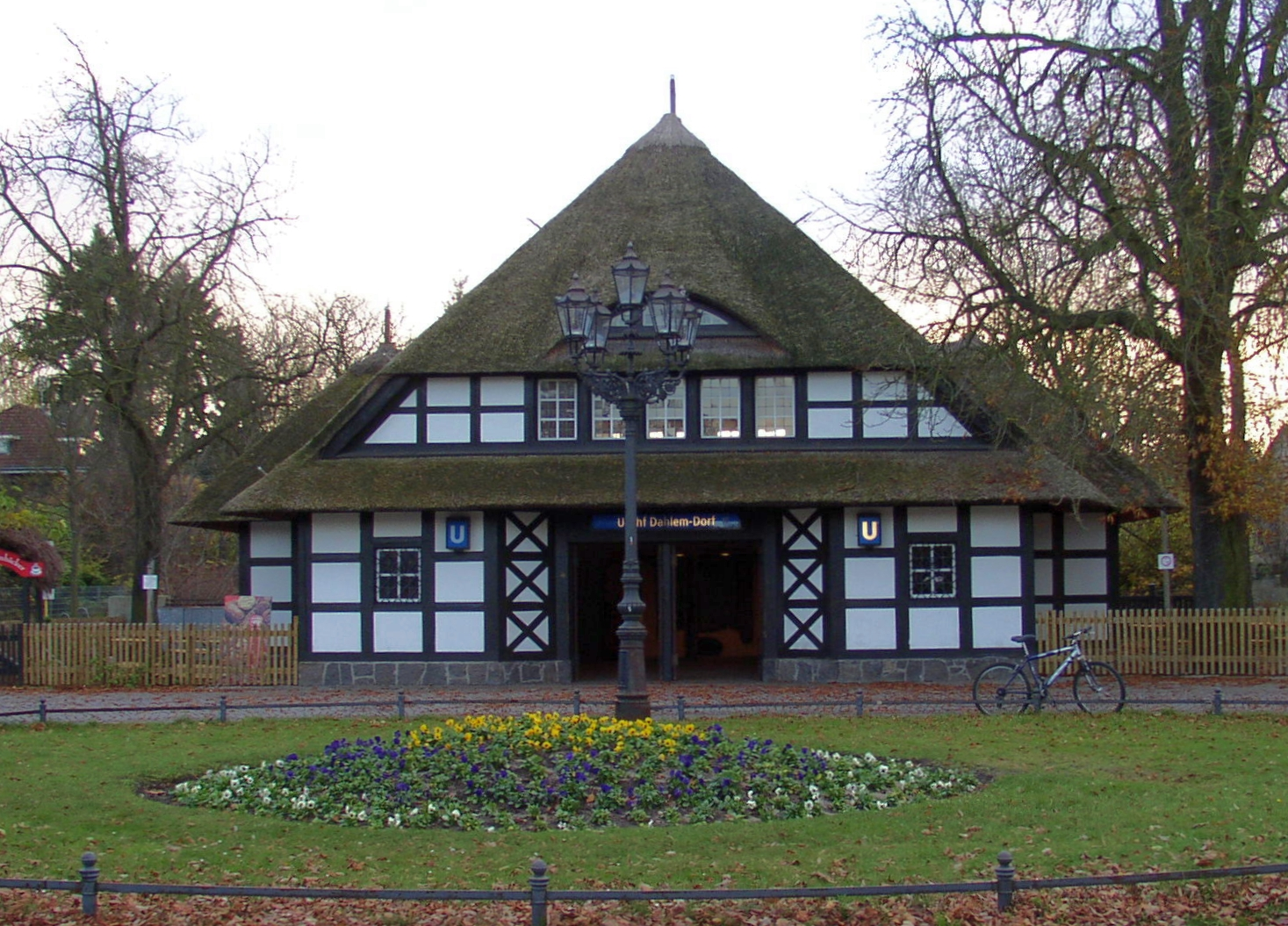
Eingangshaus des Bahnhofs Dahlem-Dorf

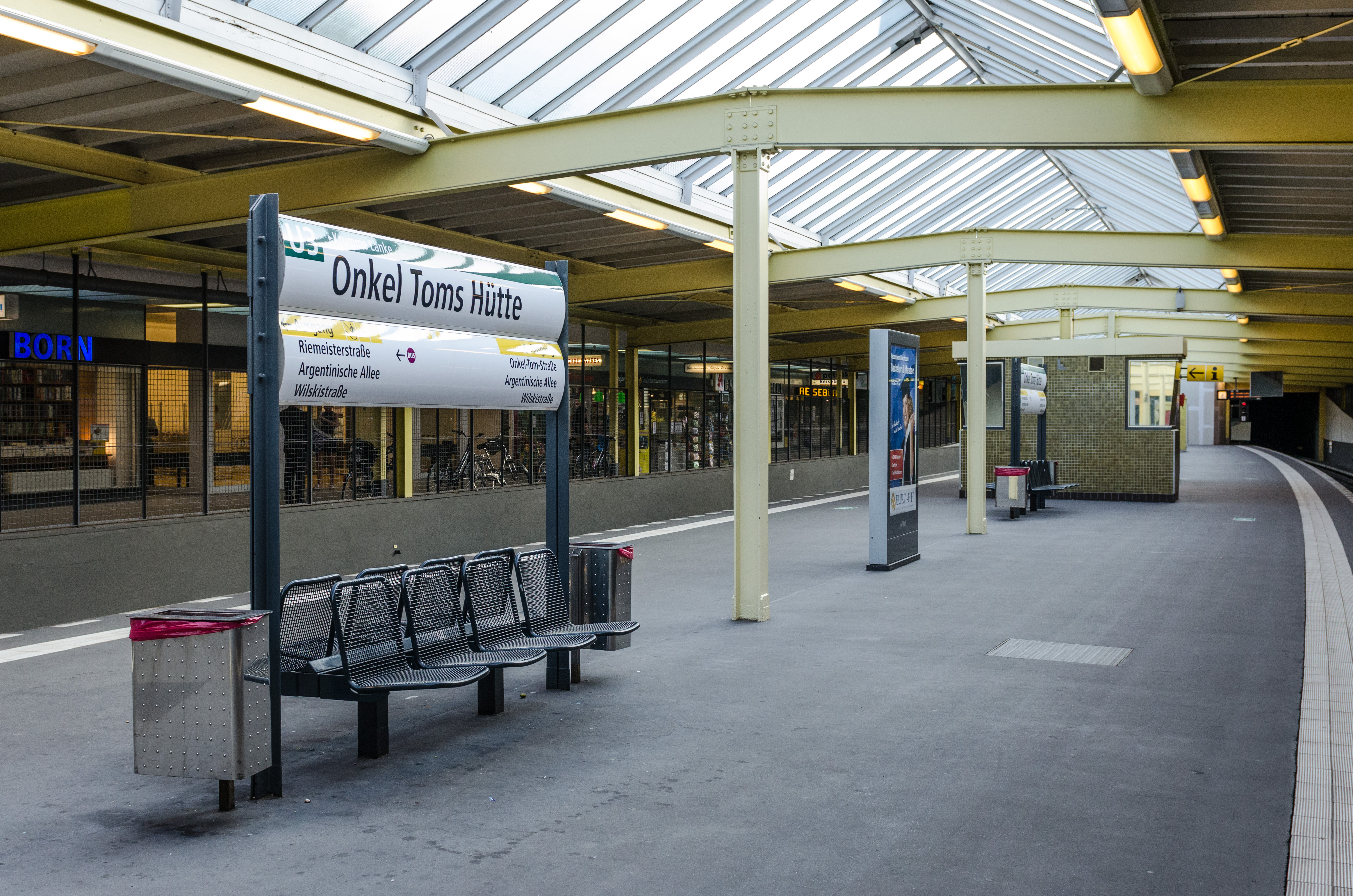
Bahnsteig des U-Bahnhofs Onkel Toms Hütte mit Ladenstraßen rechts und links

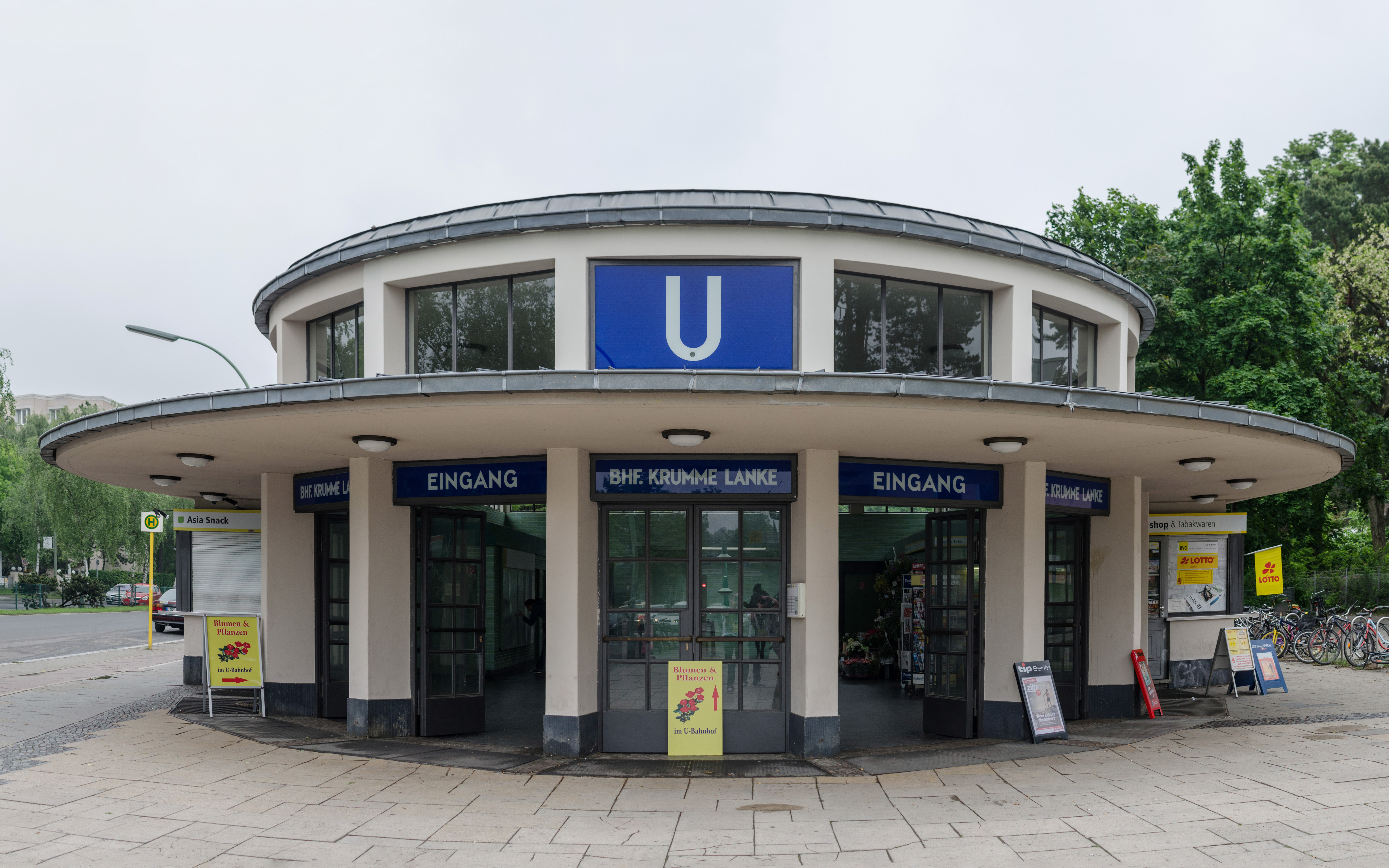
Das sehr sachliche Eingangsgebäude des Bahnhofs Krumme Lanke

Die U3 beginnt derzeit im U-Bahnhof Warschauer Straße. Von dort verkehrt sie gemeinsam mit der U1 auf deren Trasse bis zum U-Bahnhof Wittenbergplatz (→ U-Bahn-Linie U1). Unter der Tauentzienstraße biegt sie in einer engen Kurve rechtwinklig nach Südwesten ab, wobei das Gleis Richtung Krumme Lanke die Gleise der Linien U1 und U2 unterfährt. Ab dort folgt sie dem Straßenzug Nürnberger Straße – Spichernstraße bis zum U-Bahnhof Spichernstraße (Umsteigebahnhof zur U9) an der Kreuzung mit der Bundesallee. Sie folgt dann dem Hohenzollerndamm zum U-Bahnhof Fehrbelliner Platz, wo ein Umsteigen zur U7 möglich ist, und führt in Richtung Süden unter der Barstraße weiter. Unterhalb der Straßenebene überquert die U3 in einem gemeinsamen Brückenbauwerk den Fennsee im Volkspark Wilmersdorf. Hinter der Stadtautobahn und nach Unterfahrung der Ringbahn am U- und S-Bahnhof Heidelberger Platz folgt sie dem Straßenzug Aßmannshauser Straße – Rüdesheimer Straße – Schorlemerallee und verlässt unmittelbar vor dem U-Bahnhof Podbielskiallee den Tunnel. In einem Geländeeinschnitt führt die U3 von dort an neben der Archiv- und später der Brümmerstraße weiter, wobei sie hinter U-Bahnhof Freie Universität (Thielplatz) ganz Richtung Westen schwenkt. Der letzte Abschnitt verläuft südlich des Straßenzugs Saargemünder Straße – Argentinische Allee. An der Kreuzung der Fischerhüttenstraße mit der Argentinischen Allee endet die U3 am U-Bahnhof Krumme Lanke, der nach der Krummen Lanke, einem nahegelegenen See, benannt ist.

## Geschichte

### Planung und Bau
Im Sommer 1907 schlug die Hochbahngesellschaft der jungen Stadt Deutsch-Wilmersdorf (ab 1912: Berlin-Wilmersdorf, bis 1920 selbstständig) den Bau einer U-Bahn durch deren Gebiet vor. Vorgesehen war eine Strecke bis zum Nürnberger Platz und, falls Deutsch-Wilmersdorf dies bezahlen würde, weiter bis zum Rastatter Platz, dem heutigen Breitenbachplatz. Da Deutsch-Wilmersdorf eine schlechte Verkehrsanbindung hatte, nahm man diesen Vorschlag gern auf. Auch hatte die Kommission zur Umwandlung der Domäne Dahlem – deren Ländereien weiter südlich lagen und noch weitgehend unbebaut waren – großes Interesse an einer Bahnverbindung. Sie wollte die projektierte Linie vom Breitenbachplatz weiter bis zum Thielplatz bauen.
Nun ergab sich jedoch ein großes Problem. Die zukünftige Strecke würde teilweise über Charlottenburger Gebiet verlaufen, die Stadt Charlottenburg sah in Deutsch-Wilmersdorf jedoch einen großen Konkurrenten bei der Ansiedlung finanzstarker Steuerzahler. Es wurden lange Verhandlungen geführt, bis sich schließlich im Sommer 1910 folgender Vorschlag durchsetzte: Neben der bereits geplanten Linie sollte auf Charlottenburger Gebiet eine weitere unter dem Kurfürstendamm mit dem vorläufigen Endbahnhof Uhlandstraße gebaut werden.
Nach anderer Lesart soll der damalige preußische Minister der öffentlichen Arbeiten, Paul von Breitenbach, die Stadt Charlottenburg dazu gezwungen haben, den Bau der Wilmersdorfer U-Bahn zu gestatten, weshalb der Bahnhof Rastatter Platz und der Platz selbst noch vor Eröffnung der U-Bahn von der dankbaren Stadt Deutsch-Wilmersdorf den Namen ‚Breitenbachplatz‘ erhalten habe.
Im Sommer 1910 begannen die Bauarbeiten. Es waren folgende Bahnhöfe zu bauen beziehungsweise umzubauen:
- Wittenbergplatz (Umbau)
- Nürnberger Platz (heute nicht mehr vorhanden)
- Hohenzollernplatz
- Fehrbelliner Platz
- Heidelberger Platz
- Rüdesheimer Platz
- Breitenbachplatz (ursprünglich als Rastatter Platz geplant)
- Podbielskiallee
- Dahlem-Dorf
- Thielplatz (vorläufiger Endbahnhof, damals mit kleiner Abstellhalle)

sowie auf der Charlottenburger Linie:
- Uhlandstraße

Der bisher zweigleisige U-Bahnhof Wittenbergplatz, der mit nur zwei Seitenbahnsteigen ausgestattet war, musste komplett umgebaut werden. Es entstand ein Abzweigbahnhof mit fünf Gleisen, ein sechstes wurde vorbereitet und eine Vorhalle gebaut. Die Städte Deutsch-Wilmersdorf und Charlottenburg legten verschiedene Vorschläge vor; schließlich empfahl der königliche Polizeipräsident aber den Bau nach den Plänen von Alfred Grenander, dem Hausarchitekten der Hochbahngesellschaft.
Die U-Bahnhöfe auf (Deutsch-)Wilmersdorfer Gebiet wurden aufwendig ausgestaltet, denn die Stadt hatte Geld und wollte dies auch zeigen. Heute ist das noch an den Stationen Hohenzollernplatz, Fehrbelliner Platz, Heidelberger Platz, Rüdesheimer Platz und Breitenbachplatz erkennbar.
Dabei stellte der Heidelberger Platz noch eine zusätzliche Besonderheit dar, weil die an dieser Stelle sehr tief gelegene Trasse der Ringbahn (in eingesenkter Schneise) entsprechend ‚noch tiefer‘ untertunnelt werden musste. Deshalb ergab sich jenseits der Ringbahn-Unterquerung speziell hier die Möglichkeit, den ‚übriggebliebenen‘ großen Raum zwischen Wagenhöhe und Erdoberfläche zu nutzen und die Station noch prachtvoller als die anderen auf dieser Linie, nämlich kathedralenartig mit Hallengewölbe und hängenden Leuchtkandelabern auszugestalten (in der Literatur wird der Bahnhof gelegentlich sogar mit den prunkvollen U-Bahnhöfen der Moskauer Metro aus den 1930er Jahren verglichen). Darüber hinaus erhielten auch außerhalb des Bahnhofs die Tunnel in beide Richtungen bis zu einer gewissen Entfernung ein stollengewölbeartiges Profil, solange dies die Tiefe unter der Erdoberfläche zuließ (Zweck dieser damals in Berlin seltenen U-Bahn-Tunnelbauweise war die Einsparung großer Mengen von Stahlträgern, die bei der sonstigen Schachtbauweise überall erforderlich waren).
Hinter dem Breitenbachplatz erreichte die Strecke die Domäne Dahlem. Aufgrund der spärlichen Bebauung konnte man die Strecke in einem offenen Einschnitt errichten. Da man die Bahnsteige nicht weiter ausschmücken konnte, setzten die Architekten vor allem auf die individuelle Gestaltung der Zugangsgebäude.
Die zusätzliche Strecke zur Uhlandstraße, die Charlottenburg im „Verhandlungspoker“ gewonnen hatte, erhielt nur eine weitere Station. Die Strecke zweigt am Wittenbergplatz ab, verläuft bis zum Breitscheidplatz parallel zu den Gleisen der heutigen U1 und führt weiter unter dem Kurfürstendamm zum U-Bahnhof Uhlandstraße, geplant war eine Verlängerung nach Halensee. An der Kreuzung mit der neugebauten Großprofil-Strecke G (jetzt: Linie U9) wurde 1961 mit dem U-Bahnhof Kurfürstendamm, der Seitenbahnsteige erhielt, eine weitere Station eingefügt.
Beide Strecken, sowohl die zum Thielplatz als auch die zur Uhlandstraße, wurden am 12. Oktober 1913 eröffnet. Sie waren zusammen rund zehn Kilometer lang. Dies war der letzte U-Bahn-Bau in Berlin vor dem Ersten Weltkrieg, der am 1. August 1914 begann. Erst zehn Jahre später sollte wieder eine U-Bahn-Strecke eröffnet werden.

### Eine geschenkte U-Bahn-Strecke

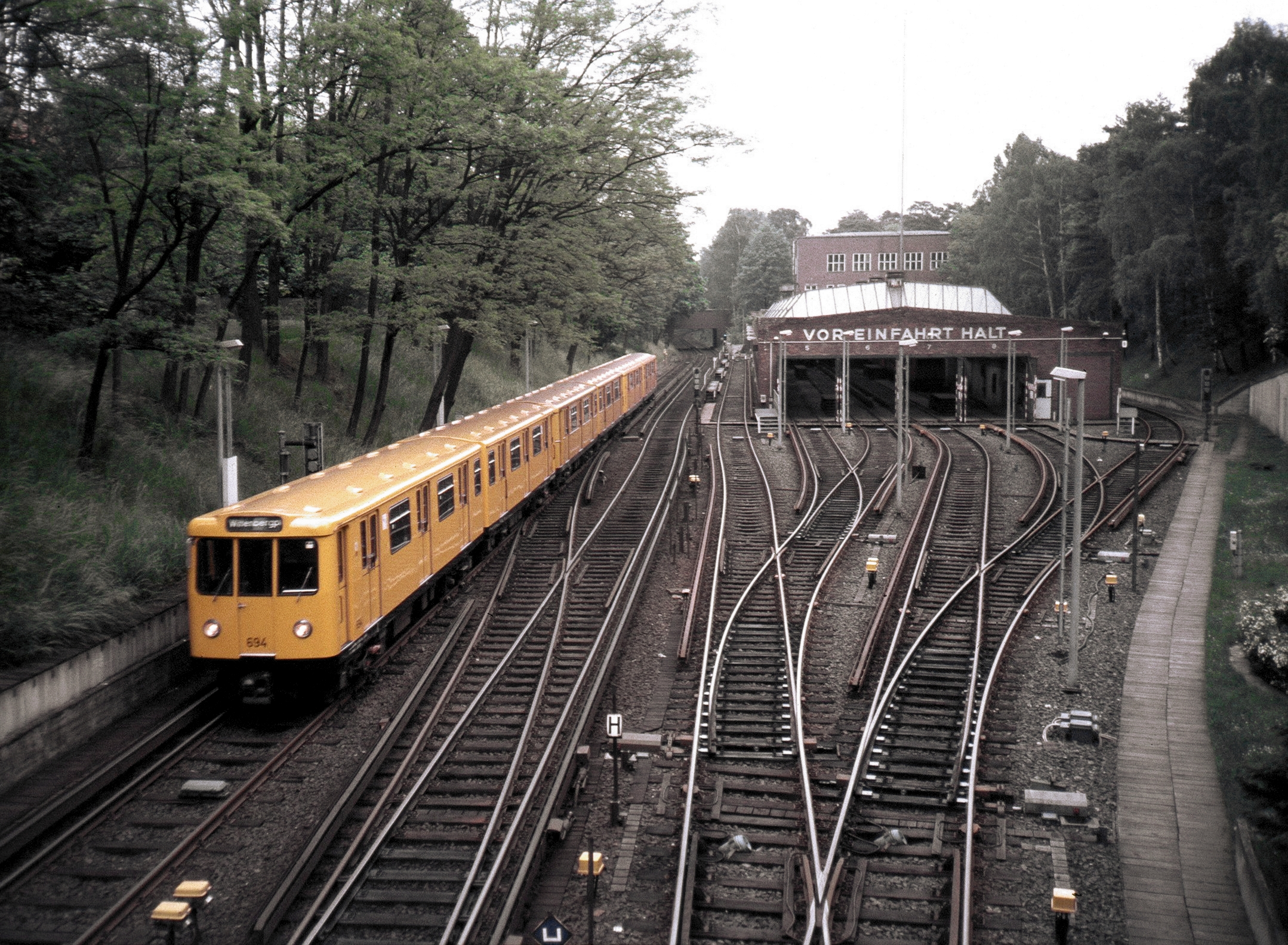
Bereits für den Rückweg beschilderter Zug (bestehend aus A3L, A3L noch mit Zierleisten, A3) passiert die Wagenhalle Krumme Lanke, 1987

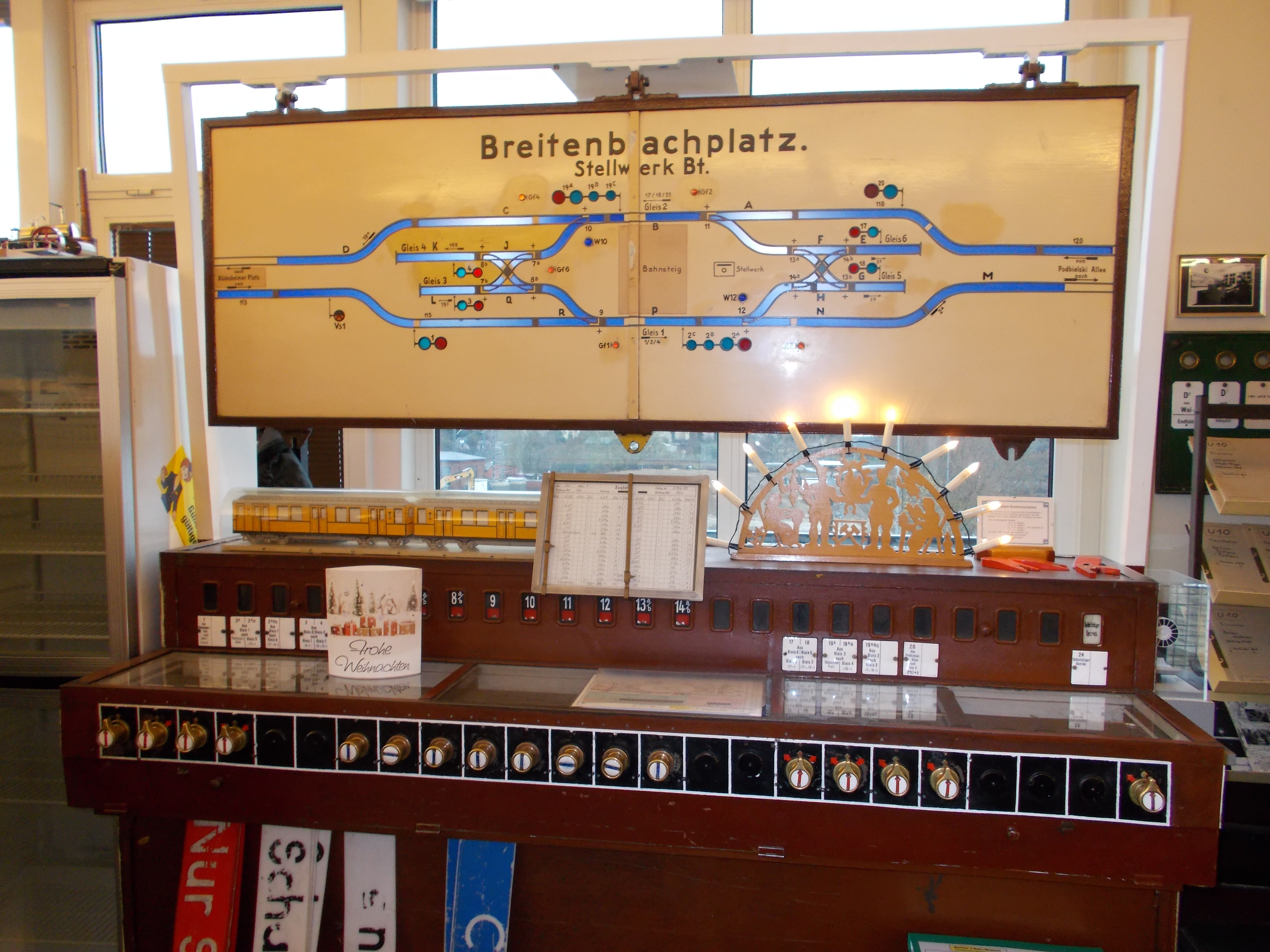
Alte Schalttafel des Stellwerks am Bahnhof Breitenbachplatz im Berliner U-Bahn-Museum

Im Süden der Wilmersdorf-Dahlemer-U-Bahn sah es für eine Verlängerung nicht gerade günstig aus. Die Dahlemer Strecke war seit der Eröffnung unrentabel, ab Breitenbachplatz fuhr sogar nur ein einzelner Wagen als sogenannter „Solowagen“ bis zum Endbahnhof Thielplatz.
Das 1920 vereinigte Groß-Berlin wehrte sich – bis hin zu einem Verfahren vor dem Reichsgericht – gegen eine vom preußischen Staat bzw. von der Dahlemkommission verlangte Übernahme der Strecke (einschließlich der Betriebskosten-Zuschüsse). Doch in den folgenden Jahren verbesserte sich mit zunehmender Bebauung auch die wirtschaftliche Situation der Strecke erheblich. Der preußische Staat konnte somit schließlich zum 1. Januar 1928 die Strecke der Stadt unentgeltlich und schuldenfrei übergeben.
Gleichzeitig bot der Sommerfeld-Konzern, der große, noch zu bebauende Gebiete im Berliner Südwesten besaß, kostenloses Gelände und eine Baukostenübernahme für eine Verlängerung bis Krumme Lanke an. Die Stadt bekam so faktisch drei Kilometer U-Bahn geschenkt.
Die Strecke sollte folgende, ebenfalls im Einschnitt befindliche Stationen bekommen:
- Oskar-Helene-Heim
- Onkel Toms Hütte
- Krumme Lanke (Endpunkt mit vorgelagerter viergleisiger Werkstatt- und Abstellhalle)

Dieser Abschnitt ging am 22. Dezember 1929 in Betrieb. Der U-Bahnhof und die Siedlung Onkel Toms Hütte wurden nach einem in der Nähe liegenden gleichnamigen Lokal benannt (siehe: Riemeisterfenn). Der U-Bahnhof Krumme Lanke erhielt ein Eingangsgebäude im Stil der Neuen Sachlichkeit, das eines der späten Werke Alfred Grenanders war. Seit dem 6. Juni 2009 ist der Bahnhofsvorplatz nach ihm benannt. Da das Gebäude 1988 baufällig war, musste es abgerissen werden. 1989 wurde ein originalgetreues Replikat errichtet. Der Endbahnhof der heutigen Linie U3 ist nach dem in der Nähe liegenden See benannt.
Am Bahnhof Krumme Lanke entstand eine Betriebswerkstatt – eine Wagenhalle mit Werkstattgebäude. Allerdings wurde 1968 aufgrund fehlender Kapazitäten die Werkstatt aufgelöst und notwendige Reparaturen nach der Betriebswerkstatt Grunewald ausgelagert. In den Folgejahren diente die Wagenhalle dann vornehmlich als Abstellanlage, wo nur noch gelegentlich geringfügige Reparaturen wie Leuchtmittelwechsel durchgeführt wurden. Der jahrelange Verzicht in den Erhalt der Halle zu investieren führte 2014 schließlich dazu, dass sie wegen Baufälligkeit gesperrt werde musste. Die Halle steht unter Denkmalschutz.

### Umbauten
Beim Bau der Linie G, der heutigen U9, sollte an der Kreuzung der beiden Strecken ein Umsteigebahnhof entstehen. Da es an der Kreuzung Spichernstraße/ Bundesallee jedoch auf der heutigen U3 – damals Linie 2 – keine Station gab, entstand der U-Bahnhof Spichernstraße. Der nahegelegene U-Bahnhof Nürnberger Platz wurde am 1. Juli 1959 geschlossen und vollständig entkernt. Der Bereich des ehemaligen Mittelbahnsteigs wurde zu einer zweigleisigen Abstellanlage, die vom U-Bahnhof Spichernstraße aus befahren wird, umgebaut. Der Abstand von 1106 m zwischen den Stationen Wittenbergplatz und Spichernstraße war jedoch für den Innenstadtbereich nicht akzeptabel, sodass die neue Station Augsburger Straße errichtet wurde. An beiden neuen Kleinprofilbahnhöfen wollte man den Eingriff in die vorhandene Substanz so gering wie möglich halten, darum wurden beide Stationen mit Seitenbahnsteigen erbaut. Sie wurden am 2. Juni 1959 (Spichernstraße) beziehungsweise am 8. Mai 1961 (Augsburger Straße) eröffnet. Die Architektur orientiert sich stark am Vorbild Grenanders. Die Bauten wurden im Stil der Sachlichkeit nach Entwürfen des damaligen U-Bahn-Architekten Bruno Grimmek ausgeführt. Der Bahnhof Augsburger Straße wurde mit orangen, Spichernstraße mit hellblauen Fliesen ausgestaltet.
Der Bahnhof Thielplatz erhielt 1981 ein zweites Eingangsgebäude, in dem auch ein Unterwerk untergebracht ist. Dadurch wurde der Weg zum Campus der Freien Universität Berlin verkürzt.

### Verlängerung zur Warschauer Straße
Am 7. Mai 2018 wurde die U3 nach Osten auf der bestehenden, von der U1 befahrenen Strecke bis zur Endstation Warschauer Straße „verlängert“, d. h., es wurde der bis 2004 als damalige Linie U1 bestehende Verlauf wiederhergestellt. Dies erleichtert u. a. Studenten von dort den Weg zur Freien Universität und bringt einen dichteren Takt vom Nollendorfplatz ostwärts mit sich. Begünstigt wurde die Verlängerung der Strecke durch den Umstand, dass seit April 2018 die neuen Vier-Wagen-Züge der Baureihe IK18 zur Verfügung stehen.

### Barrierefreier Ausbau
Von den 24 Stationen sind (Stand: 2023) 21 komplett barrierefrei, die Station Prinzenstraße jedoch nur Richtung Warschauer Straße. Auf dem südlichen Abschnitt wurde der letzte fehlende Aufzug im September 2023 in Betrieb genommen. Die beiden noch nicht barrierefrei erschlossenen Stationen sind beide auf der Kreuzberger Hochbahn zu finden: Der U-Bahnhof Möckernbrücke wird aufgrund der Lage über dem Landwehrkanal voraussichtlich erst ab 2027 mit Aufzügen ausgestattet. Für den Einbau von zwei Aufzügen am U-Bahnhof Görlitzer Bahnhof existieren Vorplanungen, einen konkreten Termin gibt es noch nicht.

### Eröffnungsdaten
- 12. Oktober 1913: Wittenbergplatz – Thielplatz
- 24. Oktober 1926: Wittenbergplatz – Nollendorfplatz (unterirdisch)
- 22. Dezember 1929: Thielplatz – Krumme Lanke
- 02. Juni 1959: Station Spichernstraße eröffnet; gleichzeitige Schließung des Bahnhofs Nürnberger Platz
- 08. Mai 1961: Station Augsburger Straße

## Streckenplanung
| \| \| \| Von Magdeburger Straße, Nollendorfplatz \| \| \| \| 11,1 \| Krumme Lanke (K) \| Krumme Lanke (K) \| \| \| 11,2 \| \| \| \| \| 11,4 \| Tunnelende \| Tunnelende \| \| \| \| Mexikoplatz \| \| \| \| \| Lindenthaler Allee \| \| \| \| \| Bahnhof Düppel (bis 1980) \| \| \| \| \| \| \| \| \| \| Hakenheide \| \| \| \| \| Förster-Funke-Allee \| \| \| \| \| Machnower Schleuse \| \| |      |                                         |                                         |
| → Siehe: Senatsverwaltung für Verkehr und Betriebe |      |                                         |                                         |
| U-Bahn-Strecke |      | Von Magdeburger Straße, Nollendorfplatz | Von Magdeburger Straße, Nollendorfplatz |
| U-Bahn-Bahnhof | 11,1 | Krumme Lanke (K)                        | Krumme Lanke (K)                        |
| U-Bahn-Tunnelanfang | 11,2 |                                         |                                         |
| | 11,4 | Tunnelende                              | Tunnelende                              |
| U-Bahn-Bahnhof (Strecke außer Betrieb) (im Tunnel) |      | Mexikoplatz                             | Mexikoplatz                             |
| U-Bahn-Haltepunkt / Haltestelle (Strecke außer Betrieb) (im Tunnel) |      | Lindenthaler Allee                      | Lindenthaler Allee                      |
| U-Bahn-Bahnhof (Strecke außer Betrieb) (im Tunnel) |      | Bahnhof Düppel (bis 1980)               | Bahnhof Düppel (bis 1980)               |
| U-Bahn-Tunnelende (Strecke außer Betrieb) |      |                                         |                                         |
| U-Bahn-Haltepunkt / Haltestelle (Strecke außer Betrieb) |      | Hakenheide                              | Hakenheide                              |
| U-Bahn-Haltepunkt / Haltestelle (Strecke außer Betrieb) |      | Förster-Funke-Allee                     | Förster-Funke-Allee                     |
| U-Bahn-Kopfbahnhof Streckenende (Strecke außer Betrieb) |      | Machnower Schleuse                      | Machnower Schleuse                      |

Für die Linie U3 ist zunächst nur in Richtung Süden eine Verlängerung beschlossen. Für eine Verlängerung bis zum Bahnhof Mexikoplatz hat der Berliner Senat der BVG im August 2023 für alle Planungsphasen eine Finanzierungszusage in Höhe von 9,5 Millionen Euro gegeben. Am 13. Februar 2024 beschloss der Senat die Verlängerung bis zum Mexikoplatz endgültig. Alle Planungen und Genehmigungen sollen bis Anfang 2026 vorliegen, sodass im selben Jahr der erste Spatenstich erfolgen kann. Die Inbetriebnahme der 800 m langen Strecke ist frühstens 2030, aber spätestens 2031 geplant. Die voraussichtlichen Kosten belaufen sich aktuell auf 103 Millionen Euro, von denen der Bund nach üblichem Finanzierungsschlüssel 75 % trägt, den Rest muss das Land Berlin stemmen.
Eine BVG-Machbarkeitsstudie rechnet mit 15.000 zusätzlichen Fahrgästen. Von der 800 m langen Strecke sind 200 m im Rohbau fertig. Im Dezember 2022 schrieb das Land Berlin Generalleistungen aus. Aus diesen Planungen geht hervor, dass ein Mittelbahnsteig westlich des Mexikoplatzes, nachdem die U3 die Trasse der S1 kreuzt, mit einer an den Bahnsteig anknüpfenden, dreigleisigen Abstell- und Kehranlage vorgesehen ist. Geplant ist zudem, einen Übergang zwischen den beiden Verkehrsmitteln in das bestehende Bauwerk der S-Bahn zu integrieren.
Allerdings war schon in der Anfangszeit vorgesehen, die Linie bis zum Mexikoplatz zu führen. In den 1920er und 1930er Jahren war eine Verlängerung über Potsdamer Chaussee, Bahnhof Düppel-Kleinmachnow, Hakenheide, Förster-Funke-Allee bis zur Machnower Schleuse vorgesehen. Nach dem Zweiten Weltkrieg teilweise wieder aufgegriffen, ist dieser Abschnitt in der langfristigen Streckenplanung der damaligen Senatsverwaltung für Verkehr und Betriebe von 1995 allerdings nicht mehr enthalten. Nach dem Beschluss der Länder Brandenburg und Berlin, die Stammbahn in den 2030er Jahren als Regionalbahnstrecke zu reaktivieren, ergibt sich dann jedoch erneut eine Lücke vom Mexikoplatz bis zum Bahnhof Düppel-Kleinmachnow.

## Fahrplan
| Linie | Mo–Fr (ca. 6:30–ca. 21 Uhr) | Mo–Fr (ca. 4/4:30–6:30 Uhr und ca. 21–0:30 Uhr) | Sa (ca. 5/5:30–0:30 Uhr) | Sonn- und Feiertag (ca. 6:30/7–0:30 Uhr) | Nacht Fr/Sa und Sa/So sowie in den Nächten vor gesetzlichen Feiertagen (Fr/Sa ca. 0:30–5/5:30 Uhr und Sa/So ca. 0:30–6:30/7 Uhr) |
| --- | --------------------------- | ----------------------------------------------- | ------------------------ | ---------------------------------------- | --- |
| Warschauer Straße – Krumme Lanke | 5 min                       | 10 min                                          | 10 min                   | 10 min                                   | 15 min |
| Zwischen Warschauer Straße und Nollendorfplatz fahren auch die Züge der Linie U1 im 10-Minuten-Takt. In den Nächten Fr/Sa und Sa/So fahren die Züge der Linie U3 im 15-Minuten-Takt von ca. 0:30 Uhr bis ca. 4/4:30 Uhr zwischen Warschauer Straße und Krumme Lanke. In den anderen Nächten übernimmt die Nachtbuslinie N3 (zwischen Krumme Lanke und Nollendorfplatz) die Aufgaben der Linie U3 und zwischen Nollendorfplatz und Warschauer Straße die Nachtbuslinie N1. |                             |                                                 |                          |                                          | |

## Die geplante U3
| |                                             |                                        |                                        |
| Streckenlänge: | 31,8 km                                     |                                        |                                        |
| Spurweite: | 1435 mm (Normalspur)                        |                                        |                                        |
| Stromsystem: | untenbestrichene Seitenstromschiene 750 V = |                                        |                                        |
| |                                             |                                        |                                        |
| \| \| \| Weißensee \| \| \| \| Falkenberger Straße \| \| \| \| Gürtelstraße \| \| \| \| Greifswalder Straße (Ringbahn) \| \| \| \| Danziger Straße \| \| \| \| Marienburger Straße \| \| \| \| Am Friedrichshain \| \| \| \| Alexanderplatz (Al) (Stadtbahn) \| \| \| \| Rotes Rathaus (RHU) \| \| \| \| Dönhoffplatz \| \| \| \| Leipziger Straße (Stadtmitte) \| \| \| \| Potsdamer Platz (PP) (Nord-Süd-Tunnel) \| \| \| \| Kulturforum \| \| \| \| Genthiner Straße \| \| \| \| Lützowplatz \| \| \| \| Wittenbergplatz (Wt) \| \| \| \| Kurfürstendamm (Kfo) \| \| \| \| Uhlandstraße (U) \| \| \| \| Schlüterstraße \| \| \| \| Adenauerplatz (Adu) \| |                                             |                                        |                                        |
| U-Bahn-Kopfbahnhof Streckenanfang (Strecke außer Betrieb) (im Tunnel) |                                             | Weißensee                              | Weißensee                              |
| U-Bahn-Bahnhof (Strecke außer Betrieb) (im Tunnel) |                                             | Falkenberger Straße                    | Falkenberger Straße                    |
| U-Bahn-Bahnhof (Strecke außer Betrieb) (im Tunnel) |                                             | Gürtelstraße                           | Gürtelstraße                           |
| U-Bahn-Bahnhof (Strecke außer Betrieb) (im Tunnel) |                                             | Greifswalder Straße (Ringbahn)         | Greifswalder Straße (Ringbahn)         |
| U-Bahn-Bahnhof (Strecke außer Betrieb) (im Tunnel) |                                             | Danziger Straße                        | Danziger Straße                        |
| U-Bahn-Bahnhof (Strecke außer Betrieb) (im Tunnel) |                                             | Marienburger Straße                    | Marienburger Straße                    |
| U-Bahn-Bahnhof (Strecke außer Betrieb) (im Tunnel) |                                             | Am Friedrichshain                      | Am Friedrichshain                      |
| U-Bahn-Bahnhof (Strecke außer Betrieb) (im Tunnel) |                                             | Alexanderplatz (Al) (Stadtbahn)        | Alexanderplatz (Al) (Stadtbahn)        |
| U-Bahn-Bahnhof (Strecke außer Betrieb) (im Tunnel) |                                             | Rotes Rathaus (RHU)                    | Rotes Rathaus (RHU)                    |
| U-Bahn-Bahnhof (Strecke außer Betrieb) (im Tunnel) |                                             | Dönhoffplatz                           | Dönhoffplatz                           |
| U-Bahn-Bahnhof (Strecke außer Betrieb) (im Tunnel) |                                             | Leipziger Straße (Stadtmitte)          | Leipziger Straße (Stadtmitte)          |
| U-Bahn-Bahnhof (Strecke außer Betrieb) (im Tunnel) |                                             | Potsdamer Platz (PP) (Nord-Süd-Tunnel) | Potsdamer Platz (PP) (Nord-Süd-Tunnel) |
| U-Bahn-Bahnhof (Strecke außer Betrieb) (im Tunnel) |                                             | Kulturforum                            | Kulturforum                            |
| U-Bahn-Bahnhof (Strecke außer Betrieb) (im Tunnel) |                                             | Genthiner Straße                       | Genthiner Straße                       |
| U-Bahn-Bahnhof (Strecke außer Betrieb) (im Tunnel) |                                             | Lützowplatz                            | Lützowplatz                            |
| U-Bahn-Bahnhof (Strecke außer Betrieb) (im Tunnel) |                                             | Wittenbergplatz (Wt)                   | Wittenbergplatz (Wt)                   |
| U-Bahn-Bahnhof (Strecke außer Betrieb) (im Tunnel) |                                             | Kurfürstendamm (Kfo)                   | Kurfürstendamm (Kfo)                   |
| U-Bahn-Bahnhof (Strecke außer Betrieb) (im Tunnel) |                                             | Uhlandstraße (U)                       | Uhlandstraße (U)                       |
| U-Bahn-Bahnhof (Strecke außer Betrieb) (im Tunnel) |                                             | Schlüterstraße                         | Schlüterstraße                         |
| U-Bahn-Kopfbahnhof Streckenende (Strecke außer Betrieb) (im Tunnel) |                                             | Adenauerplatz (Adu)                    | Adenauerplatz (Adu)                    |

Im geplanten Zielnetz ist vorgesehen, dass die Linie U1 ab Wittenbergplatz auf dem hier beschriebenen Gleiskörper nach Krumme Lanke geführt wird. Der westliche Ast der U1 zwischen Wittenbergplatz und Uhlandstraße soll als neue U3 um zwei Stationen bis zum Adenauerplatz verlängert und zu einer Großprofillinie umgebaut werden. Östlich des Wittenbergplatzes soll diese Linie über Alexanderplatz nach Weißensee geführt werden. Der 1961 eröffnete U-Bahnhof Kurfürstendamm wurde hierzu beim Bau bereits so angelegt, dass er später von Klein- auf Großprofil umgestellt werden kann.
Beim Bau dieser Linie würden die Metrotram-Linie M4 und die U-Bahn-Linie U2 entlastet und die Beförderungsgeschwindigkeit auf diesem Abschnitt erhöht werden. Ob diese parallele Linienführung wirtschaftlich sinnvoll ist, wurde bislang nicht untersucht.
Seit der Fortschreibung des Stadtentwicklungsplans Verkehr im Jahr 2003 sind die Planungen für die U3 nicht mehr Teil der ÖPNV-Entwicklungsplanung des Landes Berlin (Maßnahmen bis 2015), des Weiteren wird die Linie in den ÖPNV-Netz-Prioritäten bis 2030 nicht mehr berücksichtigt. Dennoch ist die Linie in der Variante von 1994 nach wie vor im aktuellen Flächennutzungsplan des Landes enthalten (Stand: Ende 2009). So wurde beim Bau der Station Rotes Rathaus der Linie U5 die unter der Bahnhofsebene befindliche Abstellanlage so errichtet, dass sie später zu einem Bahnhof der U3 umgebaut werden kann.
Ursprünglich sollte diese Linie als U10 von der geplanten Station Kulturforum südwestlich nach Steglitz geführt werden. Diese Variante wurde jedoch nach 1993 zugunsten dieser Planung über Wittenbergplatz zum Adenauerplatz verworfen.
Vorleistungen
Die Pläne für die geplante Linie U3 waren immer wieder sehr konkret geworden, wurden aber letztlich doch nicht verwirklicht. Daher gibt es heute viele Vorleistungen.
- Der 1923 eröffnete U-Bahnhof Stadtmitte der U6 wurde mittig unter der Straßenkreuzung Leipziger Straße/Friedrichstraße errichtet, wobei in Bahnsteigmitte die Stützpfeiler so angeordnet sind, dass dort später ein Treppenkreuz zur Leipziger-Straßen-U-Bahn eingebaut werden könnte. Daher ist dieser auch von dem 1908 eröffneten U2-Bahnhof relativ weit entfernt, was für Berlin untypisch ist. Gemeinschaftsbauwerk der Linien U3 und U5 am Alexanderplatz

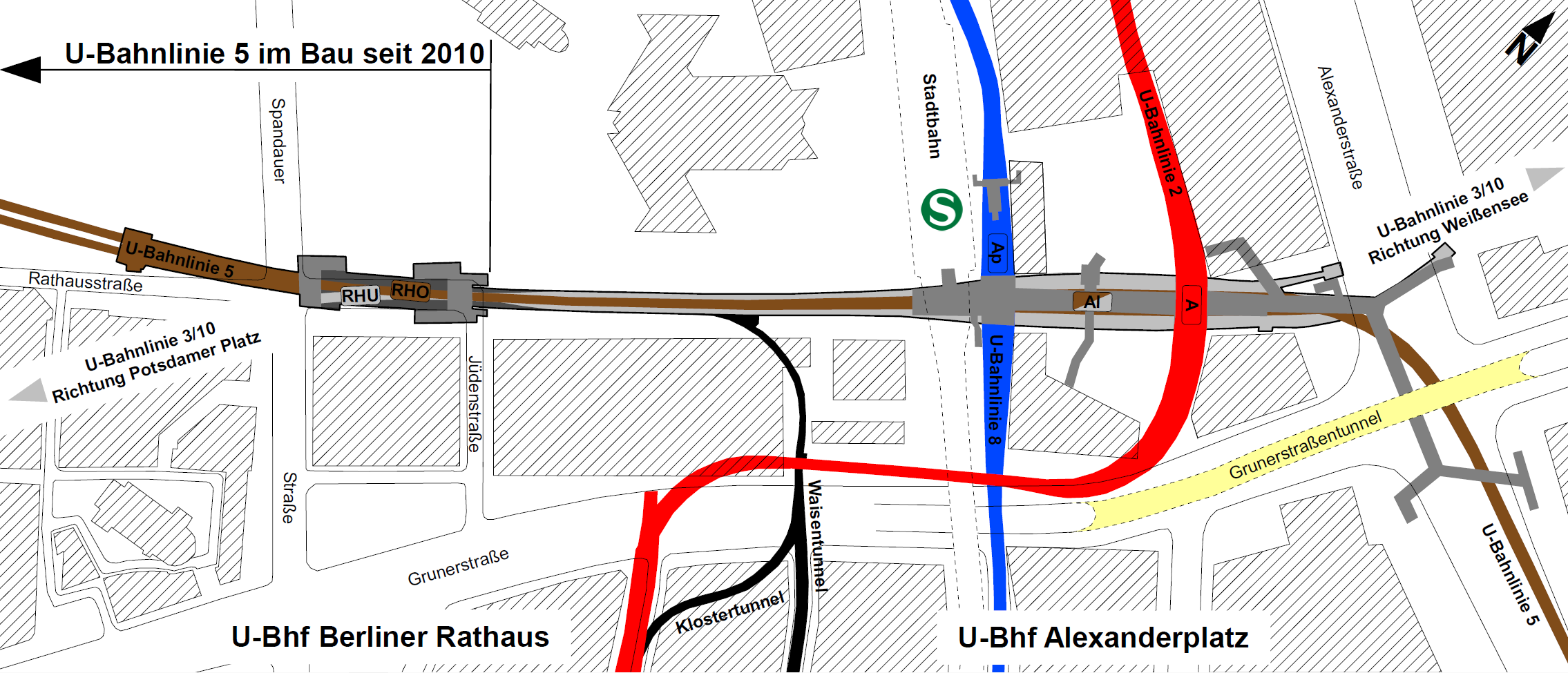
Gemeinschaftsbauwerk der Linien U3 und U5 am Alexanderplatz

- Beim Bau der Bahnsteige der heutigen U-Bahn-Linie U5 in der Station Alexanderplatz (Al) wurden zwei äußere Gleiströge für die Weißenseer Linie mitgebaut, um später ein bahnsteiggleiches Umsteigen zu ermöglichen. Heute sind in den Trögen Gleise verlegt, die teilweise zum Abstellen von Zügen und für die U-Bahn-Cabrio-Fahrten verwendet werden. Ende der 1960er Jahre wurden bei der Neugestaltung des Alexanderplatzes die beiden Tunnelstutzen in Richtung Weißensee jeweils um eine Schildkammer ergänzt, um eine zeitnahe Auffahrung zweier eingleisiger Tunnel im Schildvortriebsverfahren zu ermöglichen. Diese Pläne scheiterten jedoch später an den finanziellen Möglichkeiten. Einschließlich der in beiden Richtungen anschließenden Tunnelstutzen hat das Bauwerk der Linie F Längen von 650 m (Fahrtrichtung Weißensee) bzw. 575 m (Fahrtrichtung Potsdamer Platz).
- Im Zuge des Umbaus der Mühlendammbrücke ab 1936 wurde ein 95 m langer Tunnelabschnitt als Vorratsbau teils unterhalb des Spreebettes umgesetzt. Als nach der Wiedervereinigung Berlins die Pläne zum Bau einer U-Bahn wieder konkreter wurden, sah man jedoch einen Schildvortrieb im Bereich der Fischerinsel vor, weshalb der nun nutzlose sogenannte „Mühlendammtunnel“ 1997 wieder verfüllt wurde. U-Bahnhof Adenauerplatz mit Vorleistung für die U3

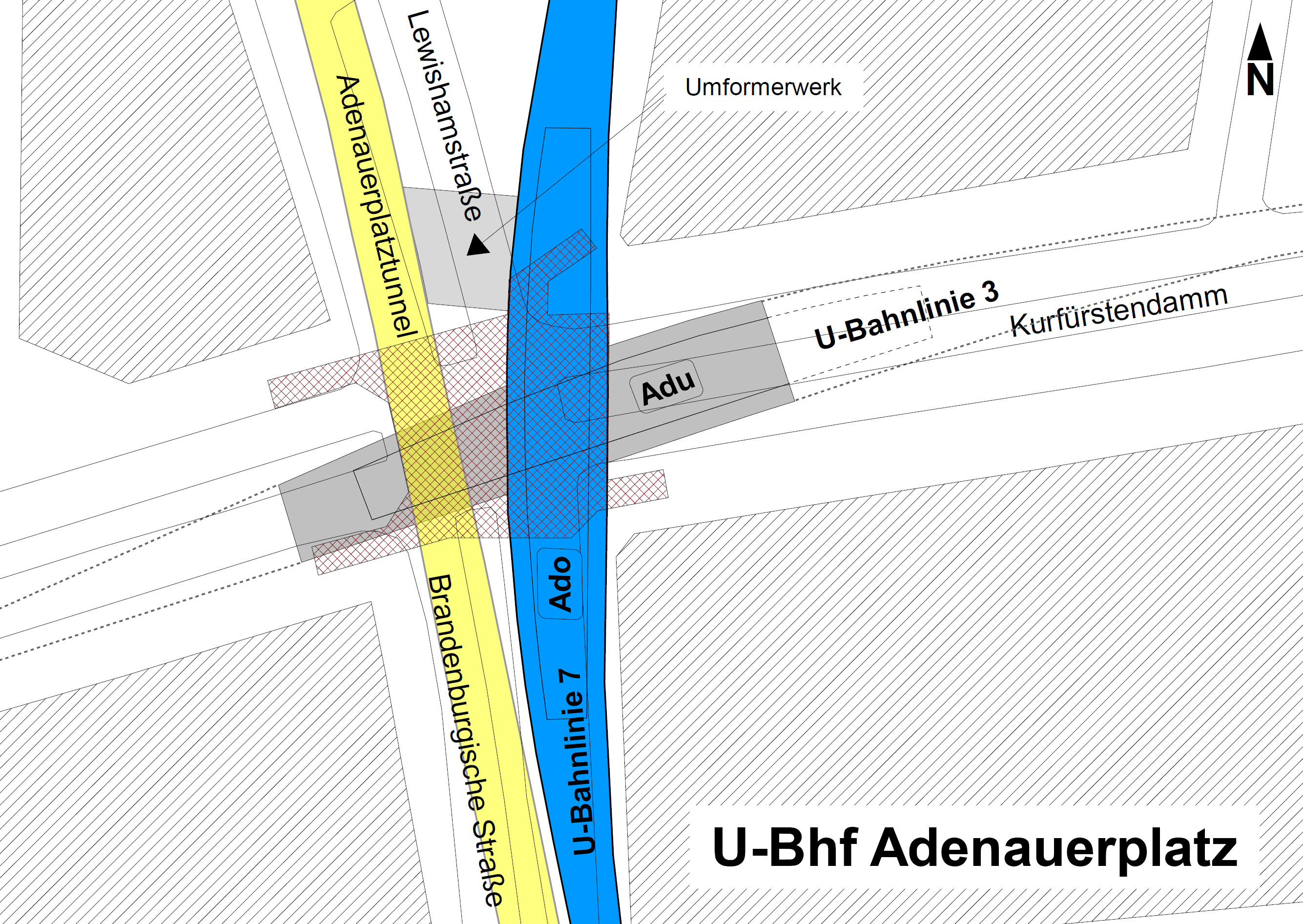
U-Bahnhof Adenauerplatz mit Vorleistung für die U3

- Mit der Verlängerung der U-Bahn-Linie 7 wurden in den 1970er Jahren umfangreiche Tiefbaumaßnahmen am Adenauerplatz durchgeführt. Neben der in Nord-Süd-Richtung verlaufenden U-Bahn-Linie U7 wurde ein paralleler Straßentunnel im Zuge der Lewishamstraße bzw. Brandenburgischen Straße zur kreuzungsfreien Unterfahrung des Kurfürstendammes angelegt. Unter der Straßenkreuzung befindet sich eine großzügige Verteilerebene mit Zugängen zu allen vier Straßenecken. Unter dieser Ebene liegen der Straßentunnel und der Bahnsteig der U7 (Ado). Im rechten Winkel hierzu liegt der untere Bahnsteig der geplanten U-Bahn-Linie U3 (Adu). Dieser Rohbau mit einer Länge von 104 m ist über einen Treppenschacht direkt mit der Verteilerebene verbunden. Zusätzlich ist ein Treppenkreuz für einen direkten Übergang von der U7 zur U3 baulich vorbereitet. Aufgrund der günstigen Lage an einem späteren Kreuzungspunkt zweier U-Bahn-Linien wurde unter dem Adenauerplatz ein Umformerwerk errichtet, das auf die Stromeinspeisung für beide U-Bahn-Linien ausgelegt ist. Die Fußgängerunterführung am Messedamm ist Teil einer zurückgestellten U-Bahn-Planung

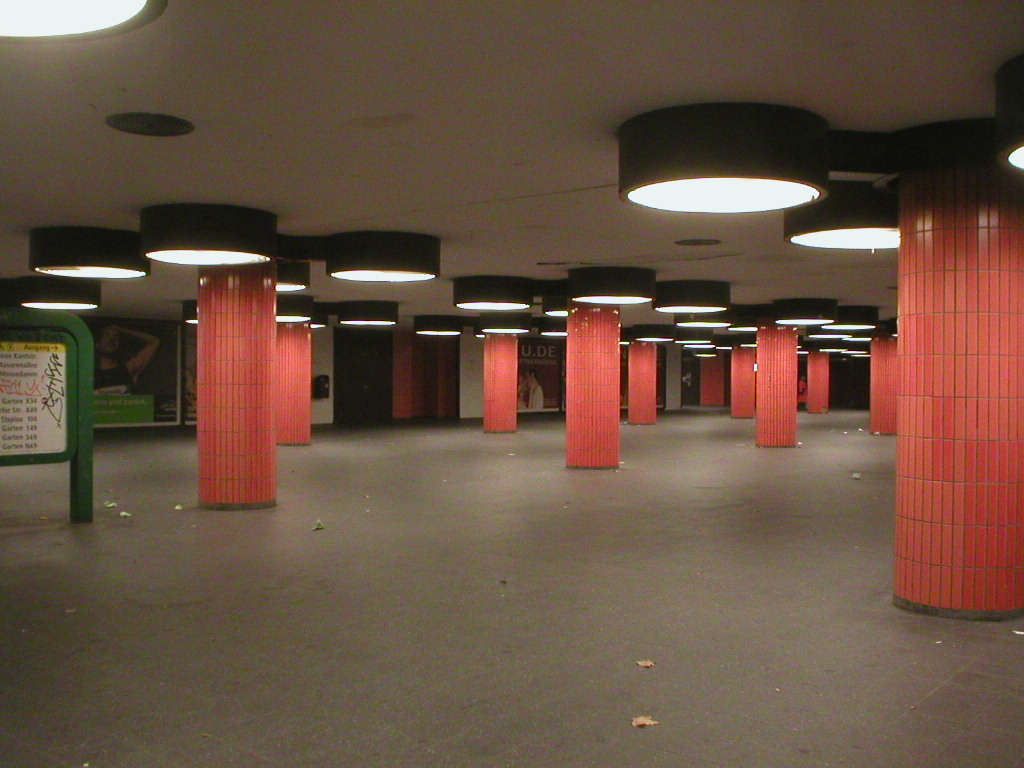
Die Fußgängerunterführung am Messedamm ist Teil einer zurückgestellten U-Bahn-Planung

- Die Ausbauplanungen zur Berliner U-Bahn sahen in den 1970er Jahren eine Streckenführung über den Adenauerplatz hinaus bis zum Theodor-Heuss-Platz vor, wo Anschluss zur heutigen U-Bahn-Linie U2 bestanden hätte. Im Zuge dessen wurde beim Bau des Internationalen Congress Centrums (ICC) am Messedamm ein sich aufweitender 60 m langer Tunnelabschnitt errichtet. Dieser befindet sich unterhalb der Straßenkreuzung Messedamm/ Masurenallee und würde die östliche Bahnhofseinfahrt in den seinerzeit geplanten U-Bahnhof Messedamm darstellen. Zwischen der Straßenebene und dem U-Bahn-Tunnel wurde eine umfangreiche Verteilerebene als Zugangsbauwerk angeordnet, die heute als Fußgängerunterführung genutzt wird. Die Bahnhofstrompete (Aufweitung des Tunnels vom normalen Querschnitt auf die Bahnhofsbreite)[20] wird zurzeit als Lager verwendet. Bauwerk der Linie U3 innerhalb des Bahnhofskomplexes am Potsdamer Platz

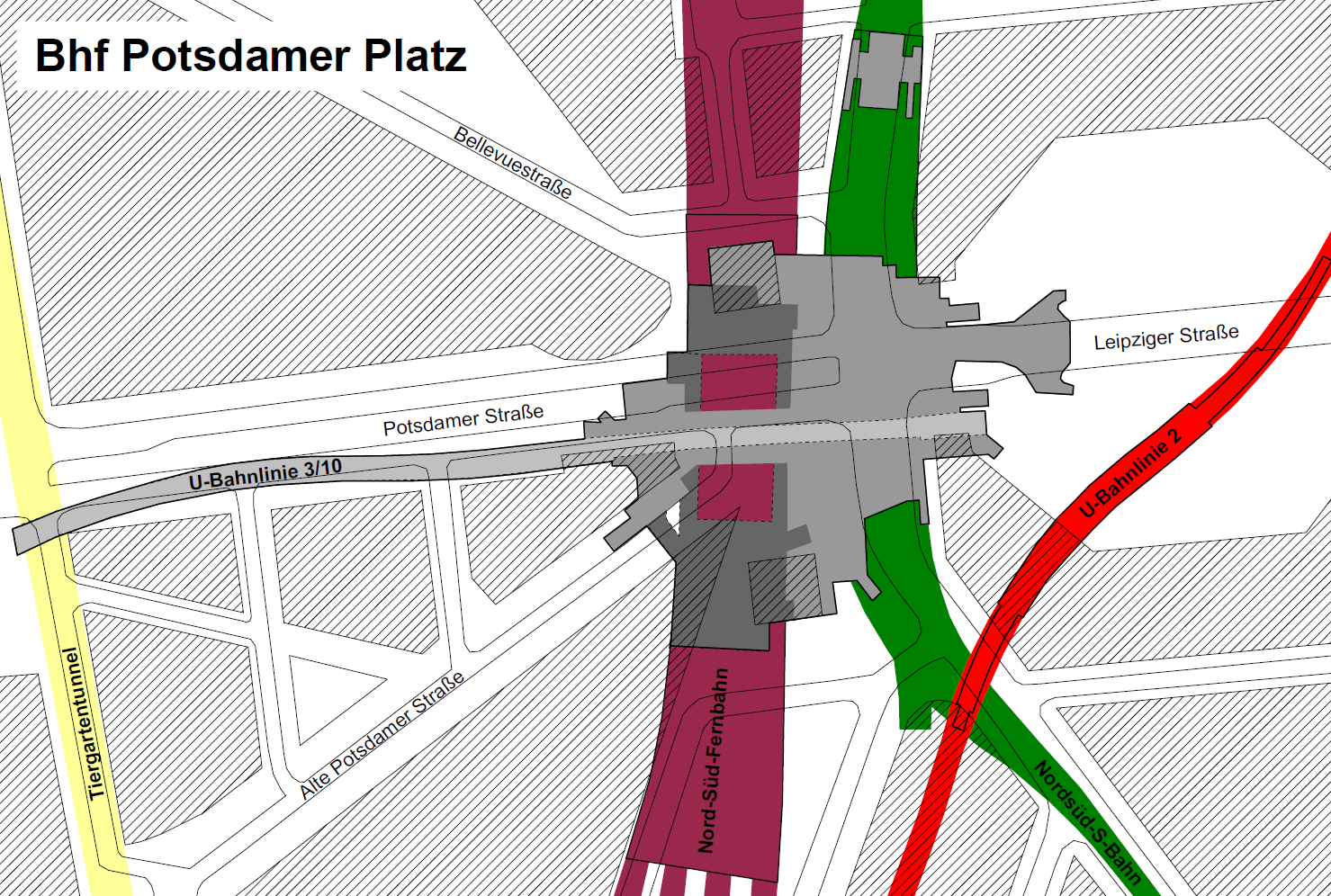
Bauwerk der Linie U3 innerhalb des Bahnhofskomplexes am Potsdamer Platz

- Mit dem Regionalbahnhof Potsdamer Platz, der im Mai 2006 eröffnet wurde, wurden auch zwei Seitenbahnsteige für die Linie U3 mitgebaut. Diese trennen die S-Bahn-Passerelle in Ost-West-Richtung und sind über die tieferliegende Passerelle des Regionalbahnhofs miteinander verbunden (im Bild dunkelgrau dargestellt). Am Westkopf des nördlichen Bahnsteiges ist ein direkter Übergang zur ebenfalls geplanten Straßenbahn im Zuge der Potsdamer Straße baulich vorbereitet. Der seinerzeitige Planfeststellungsabschnitt reicht noch bis zum östlichen Ende des Leipziger Platzes, wo eine Unterfahrung der U-Bahn-Linie U2 vorgesehen ist. Dieser Teil wurde nicht ausgeführt. Insgesamt ist der verwirklichte Bauabschnitt 392 m lang. Der Rohbautunnel wird gelegentlich für Veranstaltungszwecke genutzt.
- Mit den Arbeiten zum Lückenschluss der U-Bahn-Linie U5 seit 2010 vom Bahnhof Alexanderplatz zum Bahnhof Brandenburger Tor wurde mit der Station Rotes Rathaus ein weiterer Umsteigebahnhof konzeptionell in zwei Ebenen errichtet. Die untere Ebene ist für die U-Bahn-Linie U3 gedacht. Da mit dem Bau der U3 nicht in absehbarer Zeit zu rechnen ist, wird diese Ebene zunächst als viergleisige Abstellanlage für Züge der U5 verwendet. Ein eventueller Umbau zu einem späteren Bahnhof mit Seitenbahnsteigen wurde baulich berücksichtigt.